# Imatra

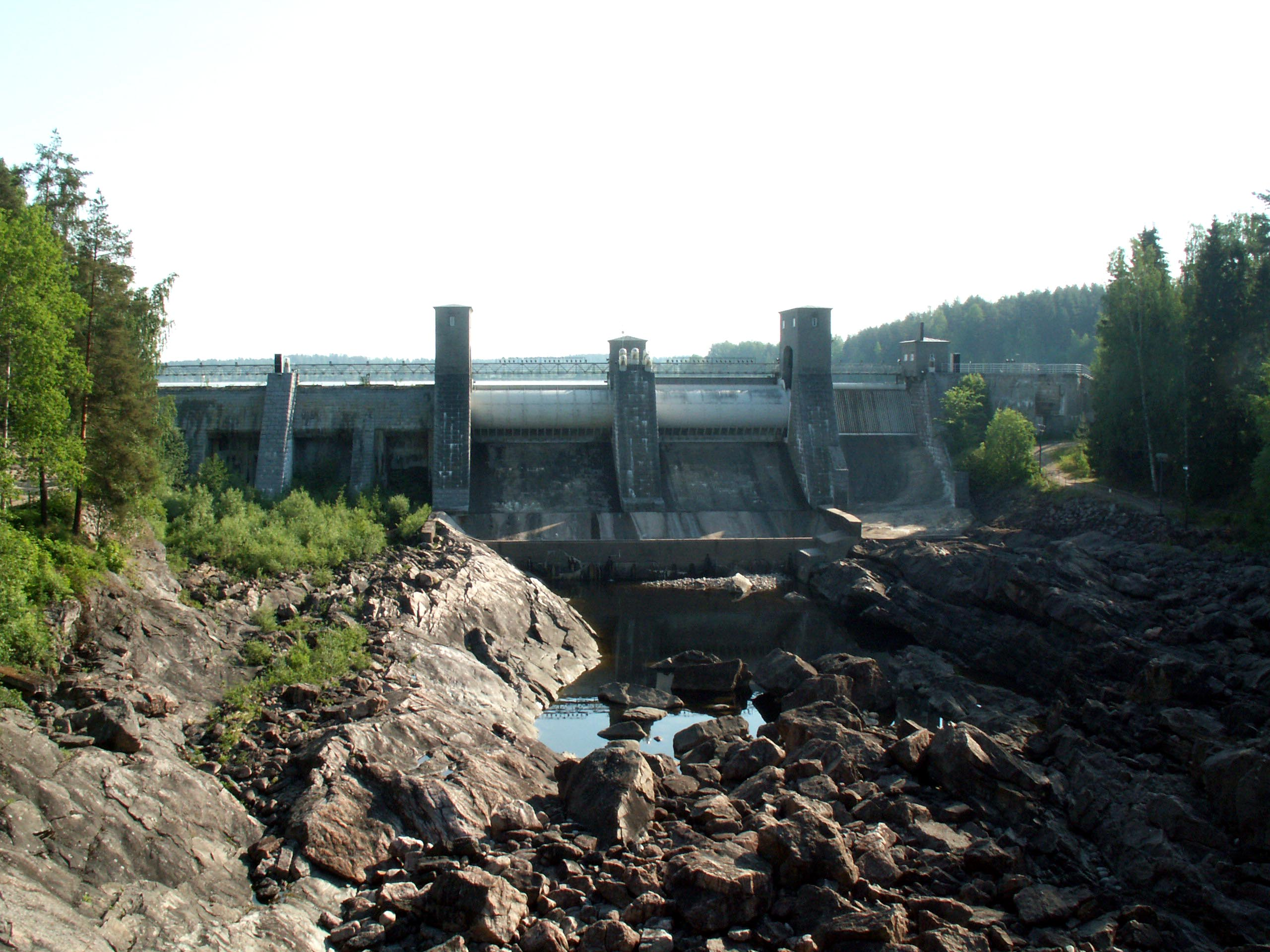
Imatra gamla kraftverk i floden Vuoksen. Merparten av flodens vatten leds genom en kanal till ett nyare kraftverk.

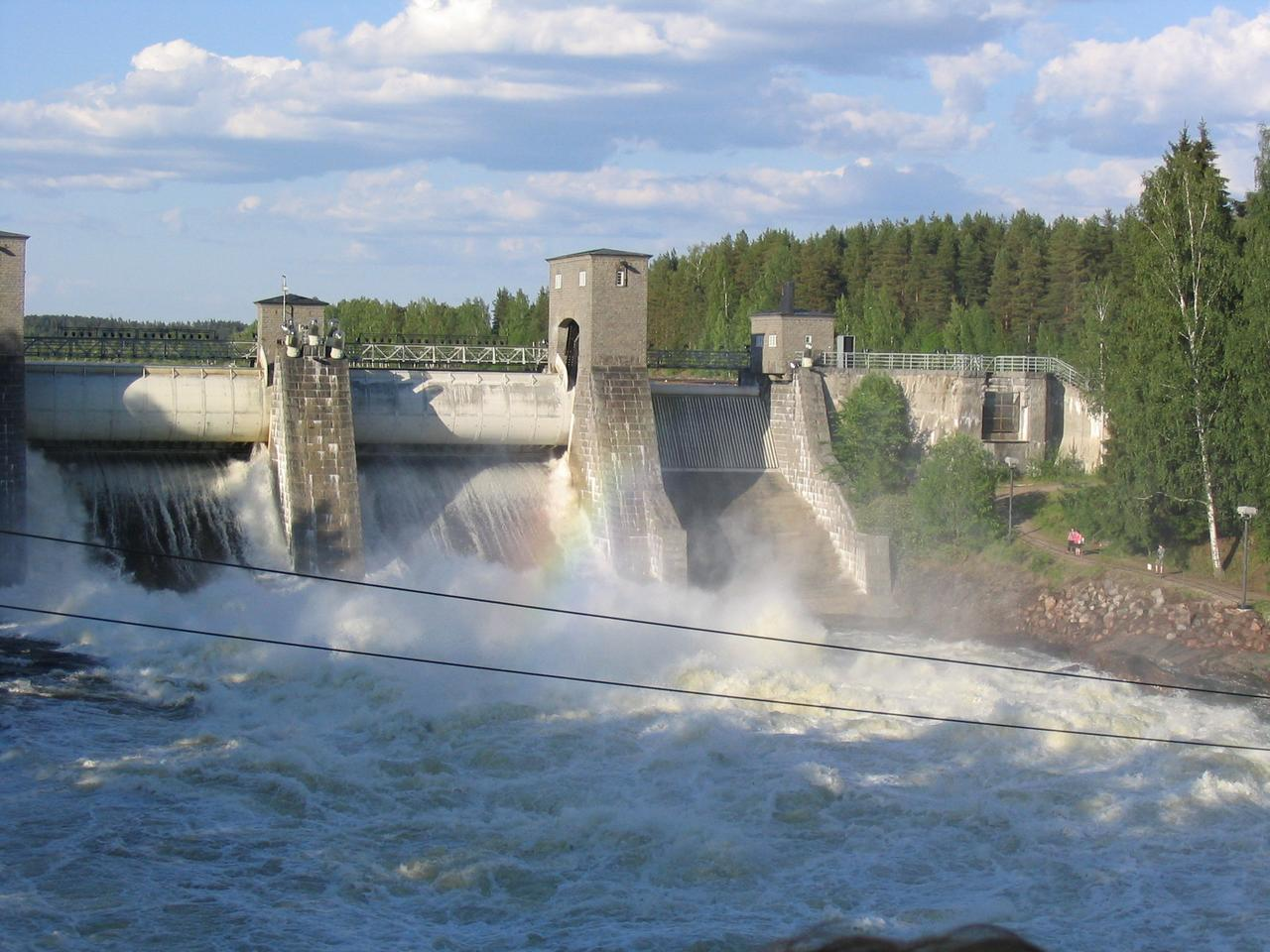
Under sommaren sker dagliga utsläpp av vatten genom det gamla kraftverket. Platsen är ett mycket populärt besöksmål för turister.

Imatra är en stad och kommun i landskapet Södra Karelen i Finland. Imatra består av ett flertal tämligen utspridda stadsdelar vid och runt floden Vuoksen.
Endast 7 km ifrån Imatra ligger gränsen mot Ryssland och den ryska staden Svetogorsk. Före fortsättningskriget hörde Svetogorsk till Finland, och hette då Enso. De närmaste storstäderna är Sankt Petersburg 210 km sydöst, Petrozavodsk 290 km nordöst samt Finlands huvudstad Helsingfors 230 km sydväst. Grannkommunen Villmanstrands huvudort ligger 40 km sydväst.
Det finns inget riktigt centrum i Imatra, utan det mesta är utspritt. I stadsdelen Imatrankoski, belägen vid Fortums vattenkraftverk och Imatra fors (finska: Imatran koski) finns de flesta affärerna och kaféerna. Imatra fors är en stor turistattraktion. Mansikkala är centralort med de flesta kommunala institutionerna såsom stadsbibliotek, gymnasium, sporthall och stadshus.
Imatra är enspråkigt finskt, med en ökande andel ryska och ryskspråkiga personer.

## Historia
Imatra grundades som köping år 1948 kring tre industritätorter. Köpingen bildades av delar av Jäskis, Ruokolax och Joutseno kommuner. Köpingen blev stad 1971.

## Politik

### Mandatfördelning i Imatra stad, valen 1976–2021
| 6 | 25 |  |  | 4 | 12 |

| 4 | 26 |  | 4 |  | 4 | 10 |

|  | 25 |  | 4 | 3 | 3 | 13 |

|  | 25 |  | 3 | 3 | 3 | 13 |

|  | 27 | 4 |  |  | 3 | 3 | 11 |

|  | 24 | 3 |  | 3 | 3 | 16 |

|  | 23 |  |  | 5 | 4 | 13 |

| 2 | 22 |  | 3 | 5 | 10 |

| 25 | 18 |

|  | 17 |  | 5 | 5 | 2 | 12 |

| 26 | 17 |

|  | 18 |  | 8 | 3 |  | 11 |

| 25 | 18 |

| 2 | 19 |  | 6 | 3 | 12 |

| 22 | 21 |

|  | 16 | 4 | 7 | 2 |  | 12 |

| 22 | 21 |

### Vänorter
Imatra har sex vänorter:
- Ludvika kommun, Sverige
- Narva-Jõesuu, Estland
- Salzgitter, Tyskland
- Szigetvár, Ungern
- Tichvin, Ryssland
- Zvolen, Slovakien

## Ekonomi
I Kaukopää och Tainionkoski finns det två stora massafabriker som ägs av Stora Enso.
Gränshandeln och turismen från Ryssland är en viktig näring.
Det finns en flygplats, Immola samt flera järnvägsstationer i Imatra. Det går tåg till Ryssland från Imatra.
| Företag                                  | Antal anställda |
| ---------------------------------------- | --------------- |
| Stora Enso                               | 2 200           |
| Imatra kommun                            | 1 870           |
| Ovako Ab                                 | 720             |
| VR Group                                 | 240             |
| Gränsbevakningsväsendet Sydöstra Finland | 200             |
| TietoEnator AB                           | 170             |
| Södra Karelens andelsbank                | 170             |
| Tradeka Group                            | 160             |
| Kylpylä spa                              | 100             |
| Imatra distriktskontor                   | 100             |

## Demografi

### Befolkningsutveckling
| Befolkningsutvecklingen i Imatra stad 1975–2020                                                              | Befolkningsutvecklingen i Imatra stad 1975–2020 | Befolkningsutvecklingen i Imatra stad 1975–2020 | Befolkningsutvecklingen i Imatra stad 1975–2020 | Befolkningsutvecklingen i Imatra stad 1975–2020 |
| --- | ----------------------------------------------- | ----------------------------------------------- | ----------------------------------------------- | ----------------------------------------------- |
| |                                                 |                                                 |                                                 |                                                 |
| År |                                                 |                                                 | Folkmängd                                       |                                                 |
| 1975 | 1975                                            |                                                 | 35 454                                          |                                                 |
| 1980 | 1980                                            |                                                 | 36 378                                          |                                                 |
| 1985 | 1985                                            |                                                 | 35 085                                          |                                                 |
| 1990 | 1990                                            |                                                 | 33 566                                          |                                                 |
| 1995 | 1995                                            |                                                 | 32 057                                          |                                                 |
| 2000 | 2000                                            |                                                 | 30 663                                          |                                                 |
| 2005 | 2005                                            |                                                 | 29 529                                          |                                                 |
| 2010 | 2010                                            |                                                 | 28 540                                          |                                                 |
| 2015 | 2015                                            |                                                 | 27 835                                          |                                                 |
| 2020 | 2020                                            |                                                 | 26 075                                          |                                                 |
| Anm: Uppgifterna avser förhållandena den 31 december nämnda år enligt områdesindelningen den 1 januari 2022. |                                                 |                                                 |                                                 |                                                 |

### Språk
Befolkningen efter språk (modersmål) den 31 december 2022. Finska, svenska och samiska räknas som inhemska språk då de har officiell status i landet. Resten av språken räknas som främmande. För språk med färre än 10 talare är siffran dold av Statistikcentralen på grund av sekretesskäl.
| Språk                        | Talare 2022-12-31 | Talare 2022-12-31 |
| Språk                        | Antal             | Andel (%)         |
| ---------------------------- | ----------------- | ----------------- |
| Hela befolkningen            | 25 208            | 100,0             |
| Inhemska språk totalt        | 23 347            | 92,6              |
| Finska                       | 23 313            | 92,5              |
| Svenska                      | 33                | 0,1               |
| Samiska                      | 1                 | 0,0               |
| Främmande språk totalt       | 1 861             | 7,4               |
| Ryska                        | 1 374             | 5,5               |
| Estniska                     | 69                | 0,3               |
| Kurdiska                     | 59                | 0,2               |
| Thailändska                  | 40                | 0,2               |
| Engelska                     | 37                | 0,1               |
| Turkiska                     | 31                | 0,1               |
| Kinesiska                    | 29                | 0,1               |
| Spanska                      | 26                | 0,1               |
| Arabiska                     | 21                | 0,1               |
| Tyska                        | 21                | 0,1               |
| Ukrainska                    | 19                | 0,1               |
| Rumänska                     | 18                | 0,1               |
| Persiska                     | 12                | 0,0               |
| Språk med färre än 10 talare | 105               | 0,4               |

|  | Finska (92,5 %) |

|  | Svenska (0,1 %) |

|  | Samiska (0,0 %) |

|  | Främmande språk (7,4 %) |

|  | Finska (92,5 %) |

|  | Svenska (0,1 %) |

|  | Samiska (0,0 %) |

|  | Främmande språk (7,4 %) |